# Modèle atomique de Thomson

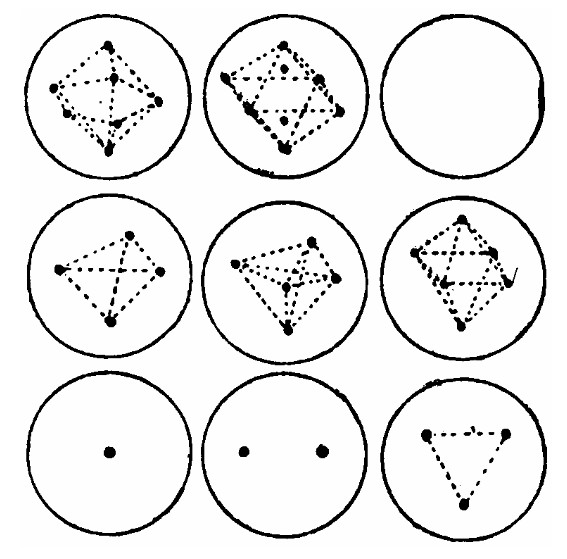
Un schéma de 1905 par J. J. Thomson qui montre son concept d'un atome avec un à huit électrons.

Un atome avec sept électrons, selon Thomson.

Le modèle atomique de Thomson (dit aussi le modèle du plum pudding) fut proposé par Joseph John Thomson, qui découvrit l'électron en 1897. Il fut proposé en 1904 avant la découverte du noyau simplifié. Dans ce modèle, l'atome est composé d'électrons plongés dans une « soupe » de charge positive pour équilibrer la charge négative des électrons, comme des prunes (en anglais : plum) dans un pudding.  

## Histoire
À cette époque, Joseph John Thomson continuait à appeler « corpuscules », bien que George Stoney eut proposé la dénomination d'électrons en 1894.
Les électrons, comme nous les connaissons aujourd'hui, étaient considérés comme dispersés au sein de l'atome, mais avec de multiples structures possibles pour leurs positionnements, comme en particulier des anneaux tournants d'électrons (voir ci-après). L'atome était parfois considéré comme ayant un nuage de charge positive plutôt qu'une soupe.
Le modèle fut invalidé par l'expérience de la feuille d'or de 1909, qui fut interprétée par Ernest Rutherford en 1911 comme montrant l'existence d'un très petit noyau dans l'atome de charge positive très élevée (assez pour contrebalancer les 79 charges négatives des électrons), ce qui le conduisit par la suite à proposer le modèle atomique de Rutherford, puis finalement (après que le travail d'Henry Moseley montra en 1900 que la charge nucléaire était très proche du numéro atomique) à la suggestion d'Antonius Van den Broek que le numéro atomique est identifié à la charge nucléaire. Ce travail culmina en 1913 avec le modèle atomique de Bohr de type héliocentrique, dans lequel un noyau portant un nombre atomique de charges positives est entouré par un nombre égal d'électrons dans des couches orbitales.

## Description

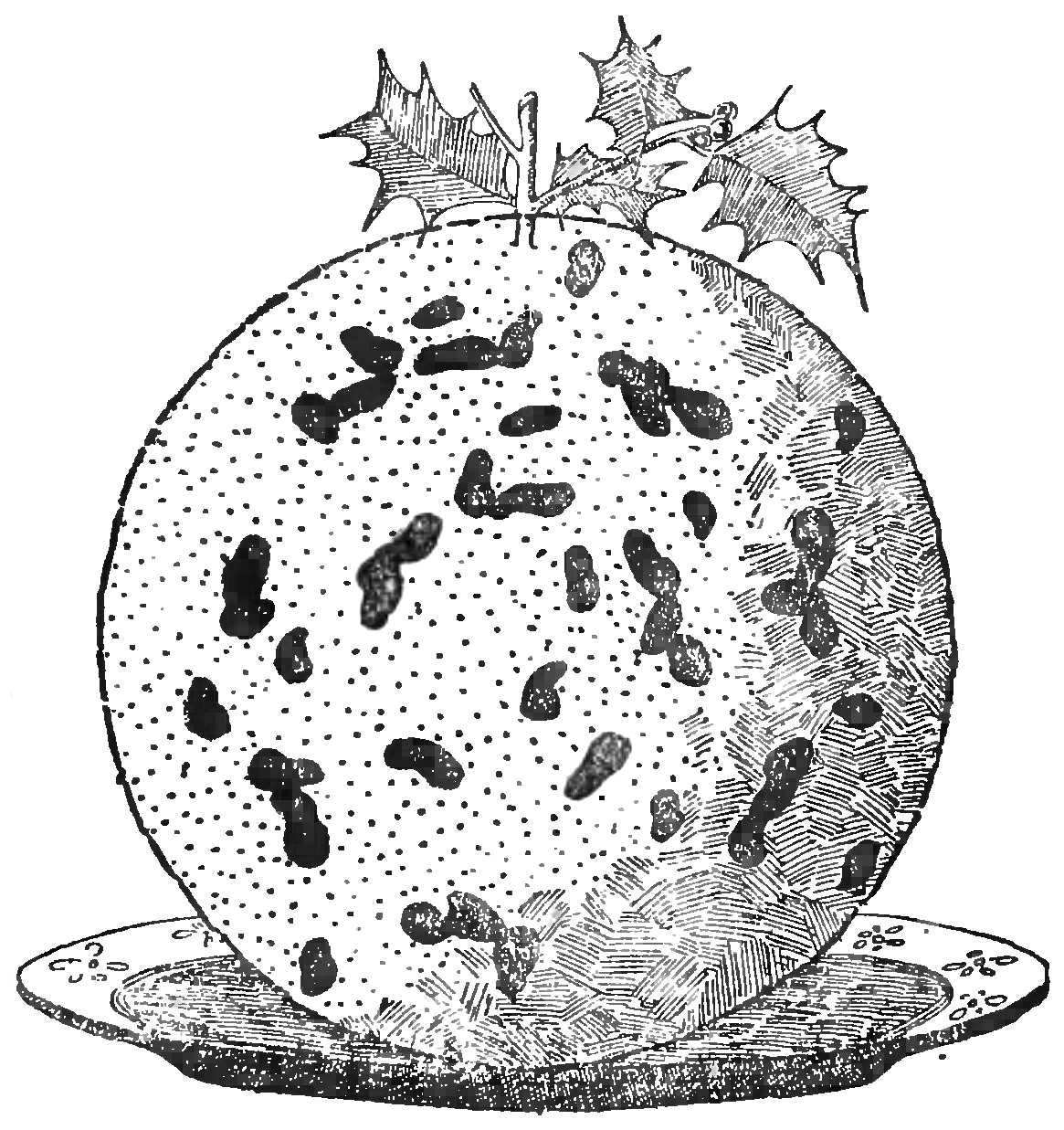
Dessin d'un plum-pudding ou Christmas pudding, avec son traditionnel brin de houx, d'après un livre de mathématiques de Henry Dudeney, 1917.

Le modèle de Thomson fut comparé (mais pas par son auteur) au plat britannique appelé plum pudding, d'où son nom. Il fut également appelé modèle du cookie aux pépites de chocolat ou modèle du muffin aux airelles, mais seulement par ceux n'ayant pas lu l'article original de Thomson (On the Structure of the Atom: an Investigation of the Stability and Periods of Oscillation of a number of Corpuscles arranged at equal intervals around the Circumference of a Circle ; with Application of the Results to the Theory of Atomic Structure), publié dans le Philosophical Magazine, la revue scientifique majeure britannique de l'époque. On pourra voir un extrait ici.
Le modèle du « plum pudding » de Thomson est dynamique. Les électrons sont libres de tourner dans le gel ou nuage de substance positive. Ces orbites sont stabilisées dans le modèle par le fait que lorsqu'un électron se déplace loin du centre du nuage de matière positive, il est « rattrapé » par une force d'attraction positive, car il y n'a plus de matériau de charge opposé dans son orbite (une particule comme un petit trou noir subirait la même force de restauration si elle pénétrait le centre de la Terre ; une telle particule ressentant la gravité terrestre seulement dans son rayon : c'est une application du théorème de Gauss). Dans le modèle de Thomson, les électrons sont libres de tourner dans des anneaux qui sont ensuite stabilisés par des interactions entre électrons, et les spectres devaient être considérés comme des différences d'énergies entre les différentes orbites des anneaux. J.J. Thomson a tenté de prendre en compte dans son modèle les principales raies spectrales connues pour certains éléments, mais a échoué. De fait, le modèle de Thomson (avec un modèle similaire de type anneaux de « Saturne » pour les électrons atomiques proposé par Nagaoka en 1904 après le modèle de Maxwell pour la description des anneaux de la planète) est l'un des prémices du modèle de Bohr qui lui a succédé.

### Sources
- Of the "Electron", or Atom of Electricity - de G.J. Stoney, Philosophical Magazine, Series 5, Volume 38, p. 418-420, octobre 1894